# Жмурки

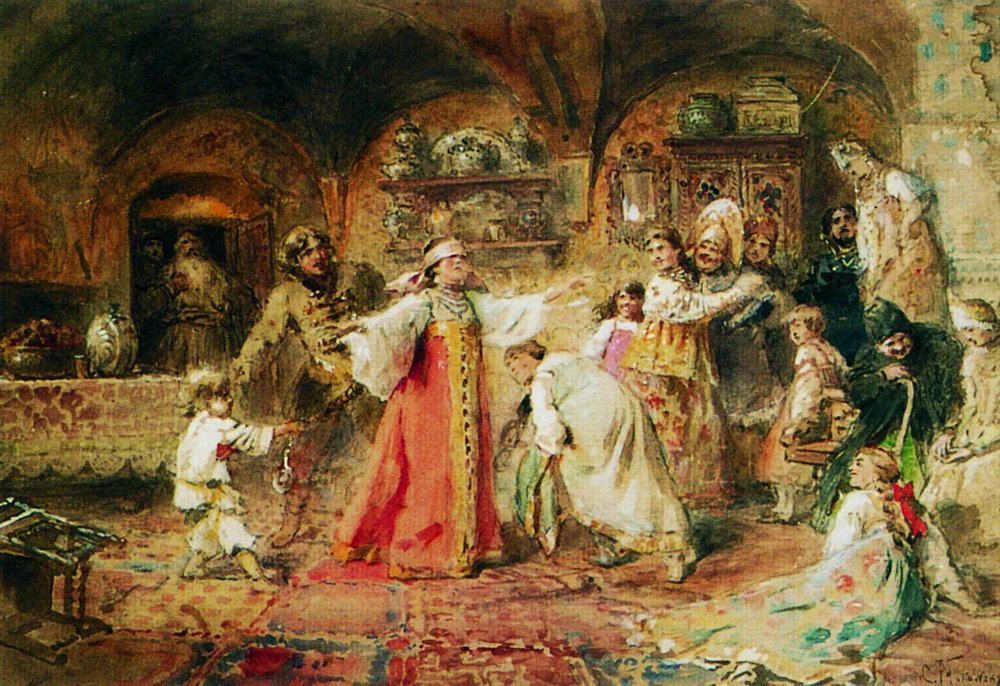
«Игра в жмурки». Маковский К. Е., 1890-е.

Жмурки (Опанас, Апанас, Панас, фантомас, слепой кот) — детская подвижная народная игра, в которой один из участников с завязанными глазами ловит других. Хорошо развивает координацию движений и слух играющих.

## Правила
Суть одного из вариантов игры в том, что так называемый «во́да» (в диалектах также «ва́да»), или «водя́щий» (с завязанными глазами) должен отыскать и дотронуться до человека. После того, как «во́да» дотронется до человека, этот человек и становится «во́дой», и ему завязывают глаза.
На юге России и востоке Украины игра называлась «Опанас», или «Панас». Выбирают водящего, ему завязывают глаза, после чего два-три раза раз поворачивают на 360°, чтобы он потерял ориентировку, затем произносят слова: «Опанас, Опанас (или Панас), лови мух, а не нас!» и все делают несколько шагов в сторону от водящего.
В некоторых наборах правил водящий должен определить (наощупь или заставив издать звук), кого из участников игры он поймал и только после этого передаёт вождение новому участнику. Если игрок вырвался от «во́ды» или «во́да» ошибся, игра продолжается.